# Prochoreutis pseudostellaris
Prochoreutis pseudostellaris is een vlinder uit de familie glittermotten (Choreutidae). De wetenschappelijke naam is voor het eerst geldig gepubliceerd in 2003 door Budashkin.
De soort komt voor in Europa.